# How Soon Is Now? (canción de t.A.T.u.)
«How Soon Is Now?» es una canción del dúo ruso t.A.T.u. que aparece en su primer álbum en inglés 200 km/h in the Wrong Lane (2002). Es el cuarto sencillo del álbum lanzado en julio del 2003. Es una versión de una canción del grupo británico The Smiths. Sacada primero como cara B, fue incluida en su álbum recopilatorio de 1984 Hatful of Hollow y editada como cara A de un sencillo en febrero de 1985

## Lista de canciones
Russian Promotional CD
1. «How Soon Is Now?» (Main version)
2. «30 Minutes»
3. «Ne Ver, Ne Boisia»

## t.A.T.u. remixes
- «How Soon Is Now?» (Black Remix)
- «How Soon Is Now?» (Paul Samplon & Phunka Remix)
- «How Soon Is Now?» (Remix) (feat. z.A.f.)

### Posicionamiento
| Listas (2003)                             | Posición |
| ----------------------------------------- | -------- |
| Alemania                                  | 33       |
| Australia                                 | 37       |
| Austria                                   | 37       |
| Bélgica                                   | 27       |
| Chile                                     | 1        |
| Finlandia                                 | 8        |
| Grecia - Top 20                           | 7        |
| Holanda                                   | 20       |
| Japón Tokio - Hot 100                     | 56       |
| Letonia                                   | 28       |
| MTV Centro Los 100 + Pedidos Conteo Anual | 4        |
| México                                    | 5        |
| Países Bajos                              | 20       |
| Rusia                                     | 10       |
| Suecia                                    | 10       |
| Suiza                                     | 21       |
| Sveriges Radio P3                         | 10       |